# Honor Play 20
Honor Play 20 — смартфон початкового рівня, розроблений компанією Honor. Був представлений 26 квітня 2021 року і є наступником Honor Play 9A.
В травні 2021 року був представлений Honor Play 5T, що відрізняється від Honor Play 20 присутністю сканера відбитків пальців дизайном блоку камери, відсутністю білого варіанту кольору та присутністю тільки конфігурації 8/128 ГБ.
Також 30 вересня 2022 року був представлений Honor Play 20a, який в відрізняється від Honor Play 20 процесором, відсутністю білого варіанту кольору та присутністю тільки конфігурації 6/128 ГБ.

## Дизайн

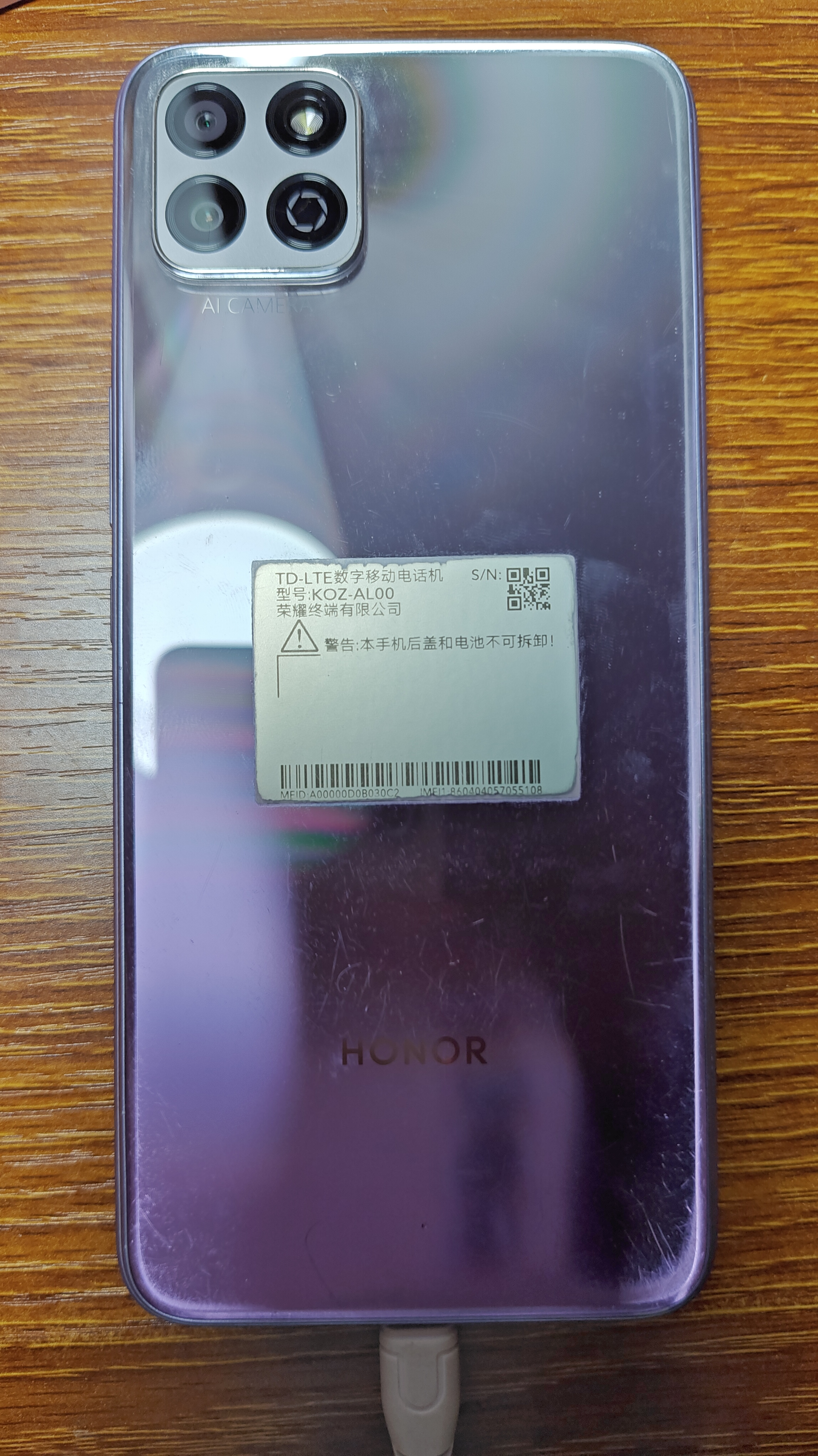
Задня частина Honor Play 20 в кольорі Titanium Silver

Екран виконаний зі скла. Корпус виконаний з глянцевого пластику.
Знизу розташовані роз'єм USB-C, динамік, мікрофон та 3.5 мм аудіороз'єм. Зверху розташований другий мікрофон. З лівого боку розташований гібридний слот під 2 SIM-картки або 1 SIM-картку і карту пам'яті формату microSD до 512 ГБ. З правого боку розміщені кнопки регулювання гучності та кнопка блокування. Також в Honor Play 5T на задній панелі розташований сканер відбитків пальців.
Honor Play 20 продавався в 4 кольорах: синьому (Aurora Blue), чорному (Magic Night Black), сріблясто-рожевому (Titanium Silver) та білому (Iceland White). Honor Play 5T та Play 20a мають всі ті самі варіанти кольорів окрім білого.

## Технічні характеристики

### Платформа
Honor Play 20 та Play 5T отримали процесор Unisoc T610 з графічним процесором Mali-G52 MP2, а Play 20a ― MediaTek Helio G85 з графічний процесором Mali-G52 MC2.

### Батарея
Батарея отримала об'єм 5000 мА·год.

### Камери
Смартфони отримали основну подвійну камеру 13 Мп, f/1.8 з фазовим автофокусом (ширококутний) + 2 Мп, f/2.4 (сенсор глибини) та фронтальну камеру 5 Мп, діафрагму f/2.2 (ширококутний). Основна та фронтальна камери вміють записувати відео у роздільній здатності 1080p@30fps.

### Екран
Екран IPS LCD, 6.52", HD+ (1600 × 720) зі щільністю пікселів 269 ppi, співвідношенням сторін 20:9 та краплеподібним вирізом під фронтальну камеру.

### Пам'ять
Honor Play 20 продавався в комплектаціях 4/64, 4/128, 6/128 та 8/128 ГБ, Play 20a ― 6/128 ГБ, а Play 5T ― 8/128 ГБ.

### Програмне забезпечення
Honor Play 20 та Play 5T працюють на Magic UI 4.0 на базі Android 10, а Play 20a ― Magic UI 6.1 на базі Android 12. В усіх моделях система не має сервісів Google Play а для встановлення програм використовується власний магазин застосунків.